# Čibutkovica
Čibutkovica (cyr. Чибутковица) – wieś w Serbii, w mieście Belgrad, w gminie miejskiej Lazarevac. W 2011 roku liczyła 1175 mieszkańców.